# Muntanyes Kouga
Les muntanyes Kouga, (en afrikaans: Kougaberge) són una serralada a la frontera entre el Cap Oriental i el Cap Occidental, Sud-àfrica i s'estenen en direcció est-oest. Forma part del Cinturó de Plecs del Cap. Comença a l'est d'Uniondale i s'estén més a l'est. Separa Baviaanskloof i Langkloof els uns dels altres. Les muntanyes Baviaanskloof i les muntanyes Kouga corren paral·leles entre elles. El punt més alt és Smutsberg (1757 m).